# 平均速度取締装置

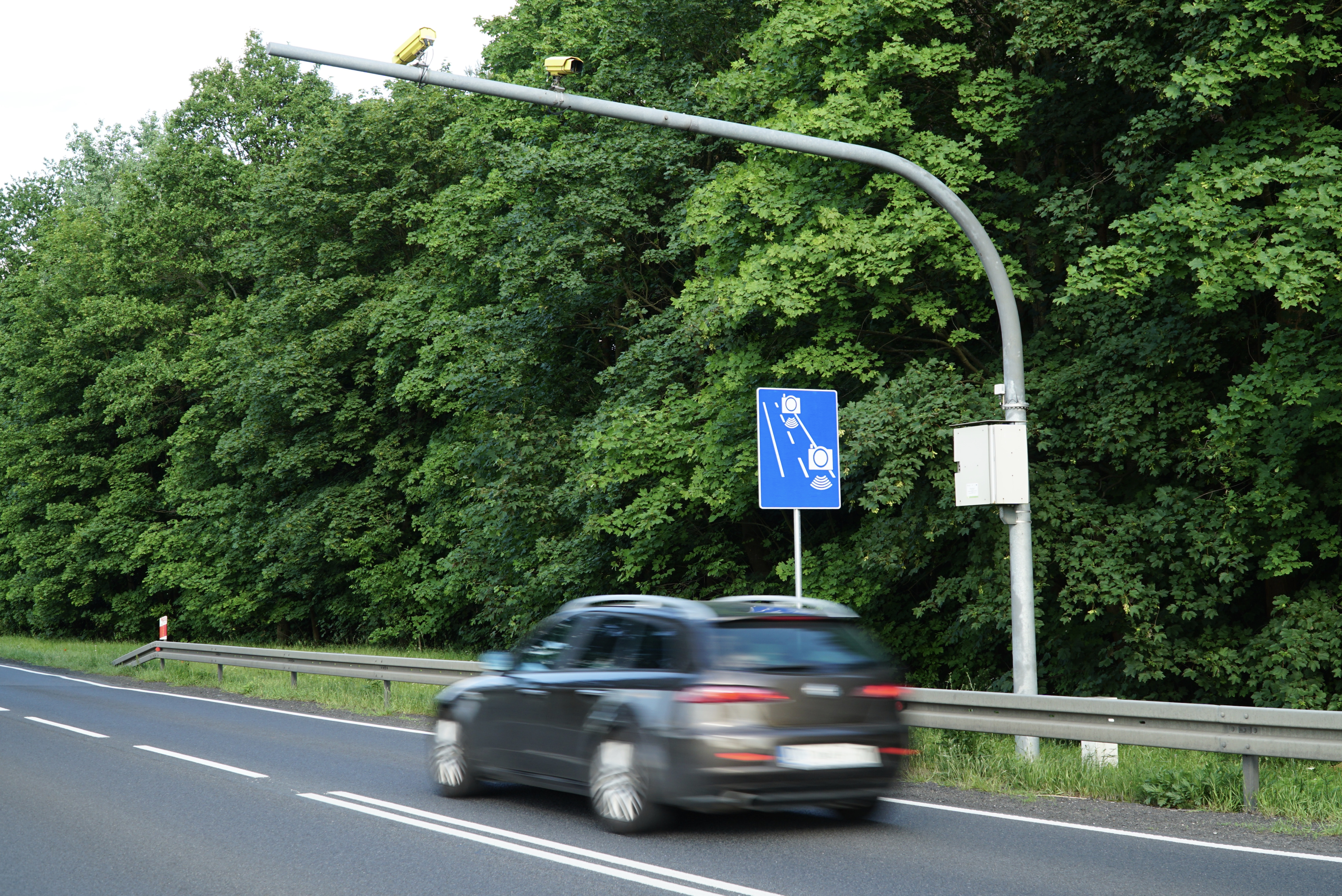
ポーランドの平均速度取締装置

平均速度取締装置（へいきんそくどとりしまりそうち、英: Average speed enforcement）は、道路を走行する車両を定点速度（spot speed）ではなく、2地点間の平均走行速度で取り締まるスピード測定器の一種。2000年前後からヨーロッパ各国で導入されるようになった。

## 概要
この装置は、速度違反自動取締装置の一種である。測定方式は日本の旅行時間測定システム（Tシステム）と同様であり、2台のナンバープレート読み取り装置を利用し、車両の2点間の移動時間と距離から速度を測定する。入口と出口のカメラの通過時間が距離に対して短すぎる場合、違反として記録される。
平均速度監視装置は、取締装置付近で減速し、すぐに加速されてしまう従来の速度取締装置よりも、長距離にわたって制限速度を遵守させるという点で優れているとの主張がある。
追い越しなどで一時的に制限速度を超過してしまった場合に罰金が科されることが無いため、従来の取締りよりも運転手に受け入れられている。
現代の平均速度取締装置は、複数の装置を組み合わせることもでき、例えば都市区域内で大規模に構築したり、スクールゾーン内で小規模に構築することもできる。車両が平均速度監視区域の装置を通過した場合、どの装置が計測の始点となったかに関係なく、自動的に距離が計算され、違反の判定の際に使用される。

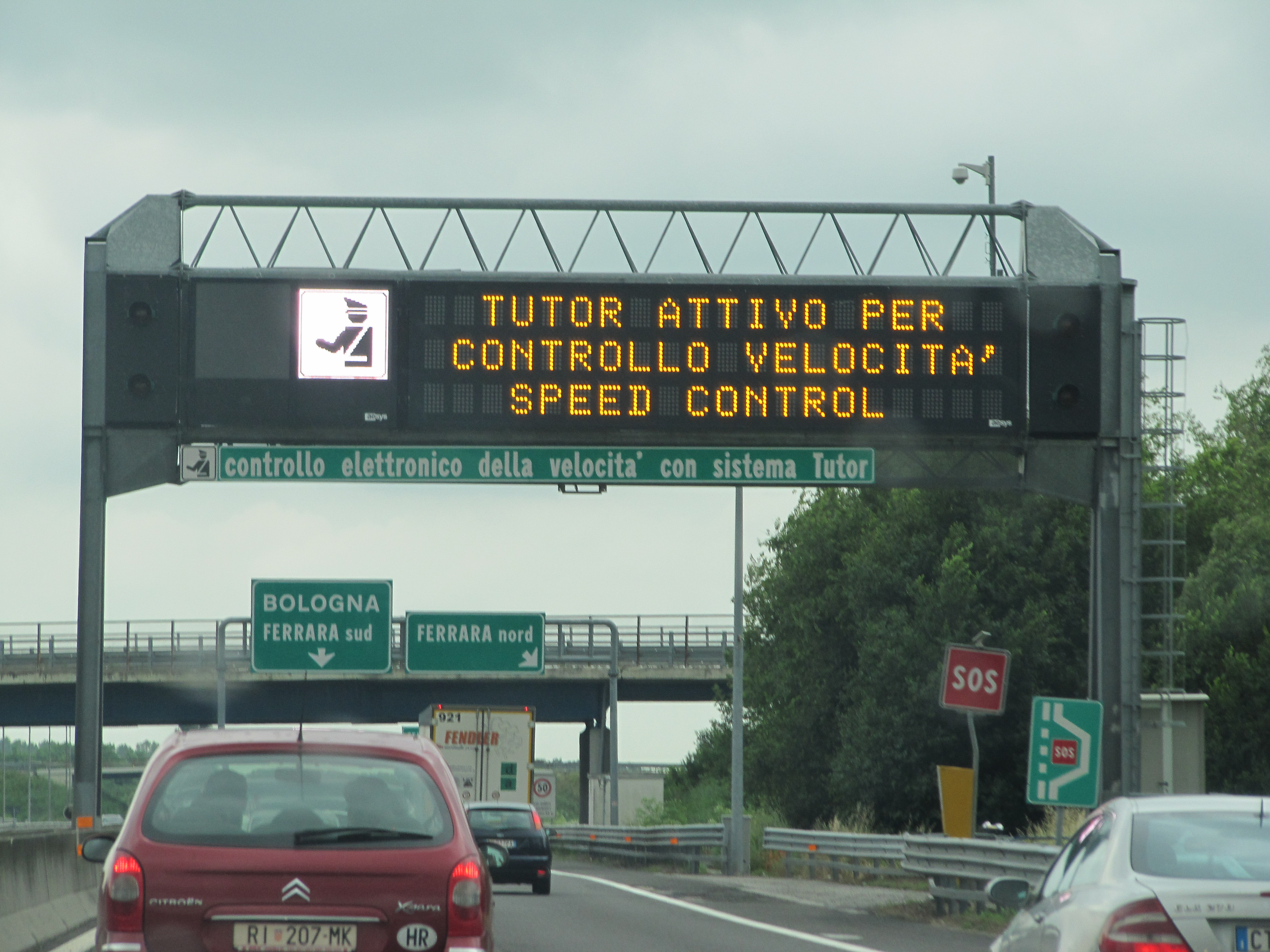
イタリアのアウトストラーダ A13号線の平均速度取締装置の警告看板
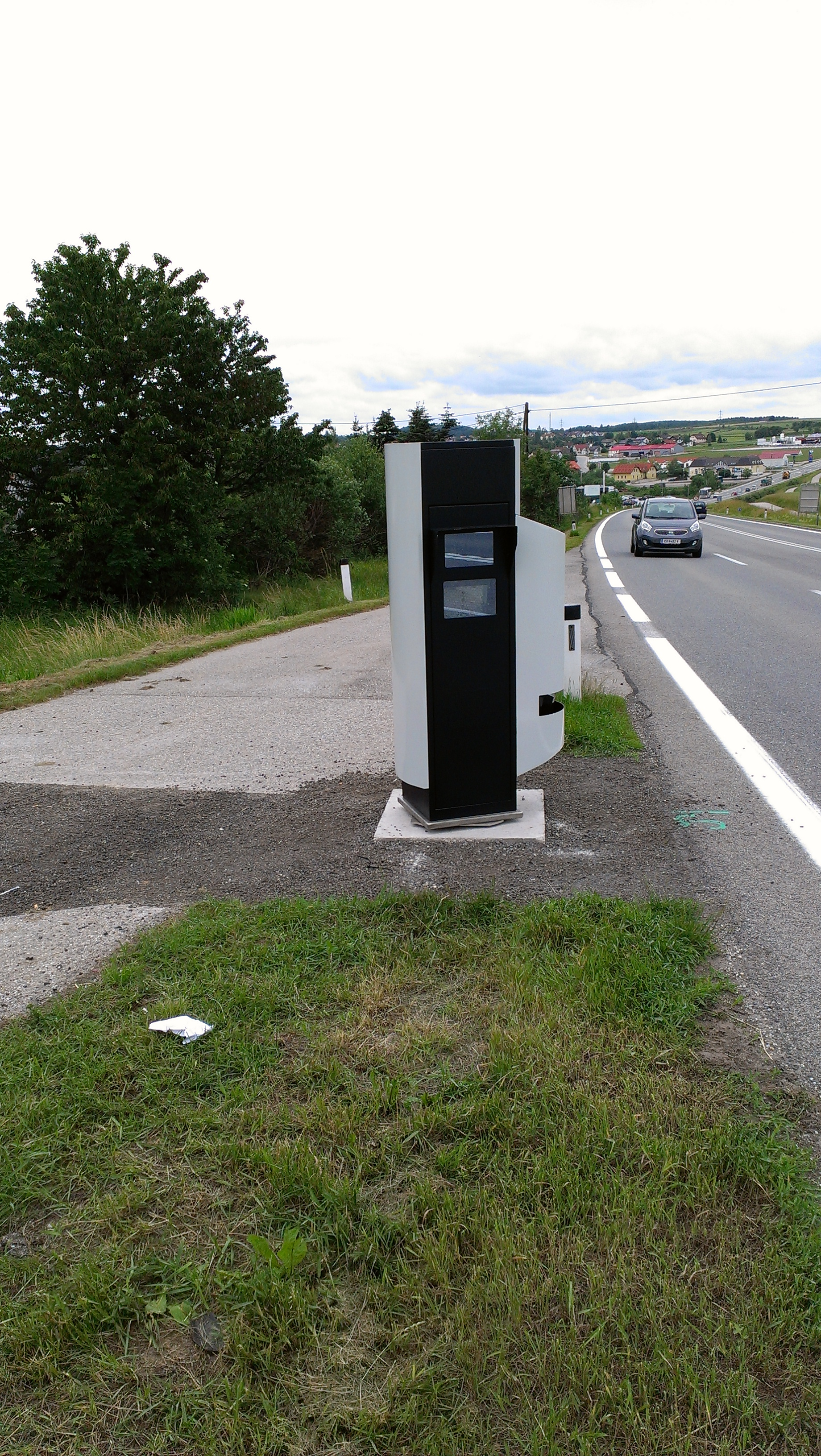
オーストリアB37号線のGföhlの平均速度取締装置
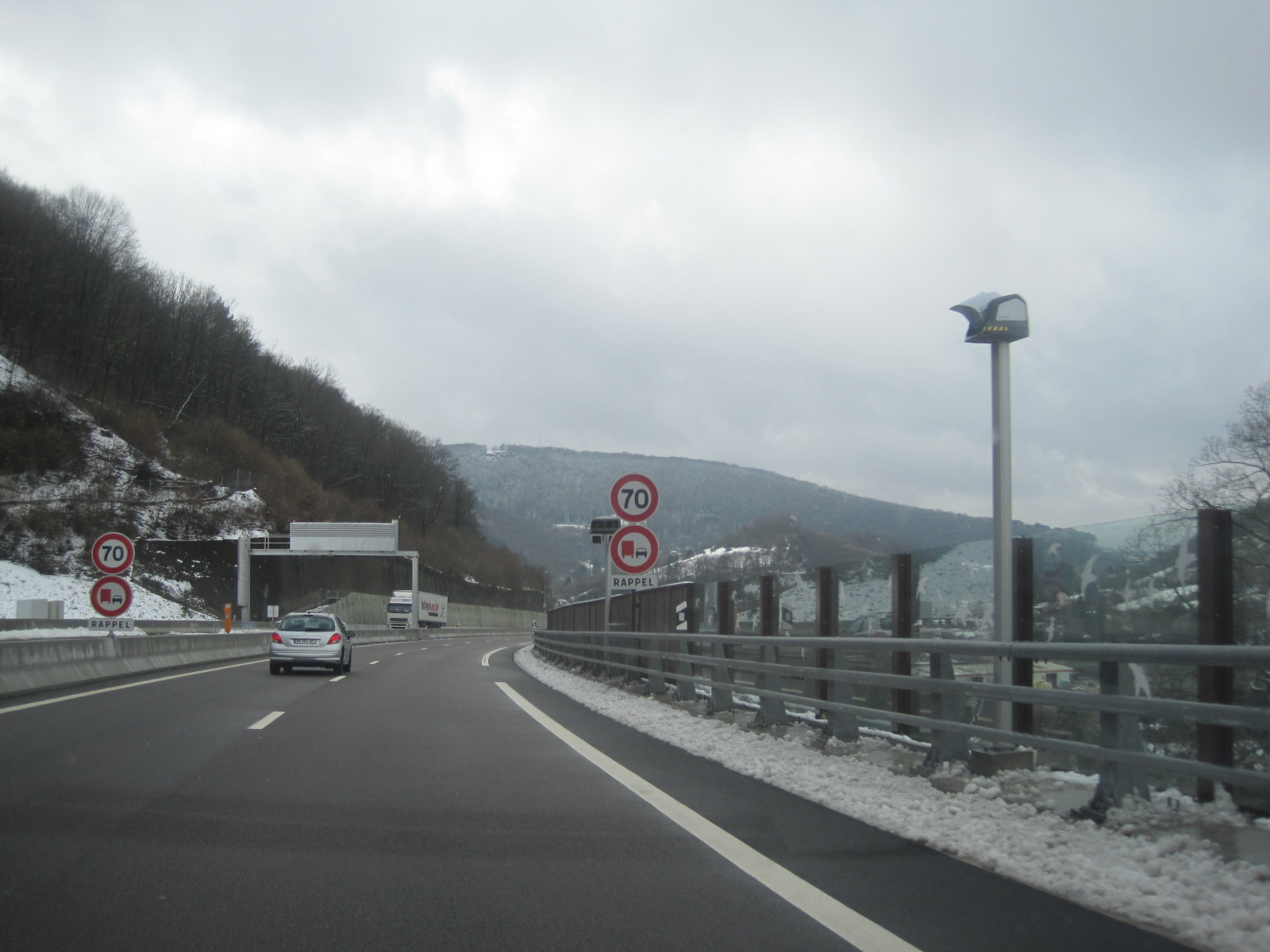
フランス国道2号線の平均速度取締装置

## 世界各国の平均速度取締装置

### オランダ
1997年に試験運用が開始され、2002年に本格運用を開始した。2012年現在、11区間で本格運用されている。

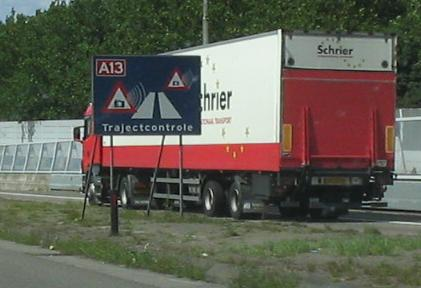
平均速度取締装置(Trajectcontrole)の警告看板
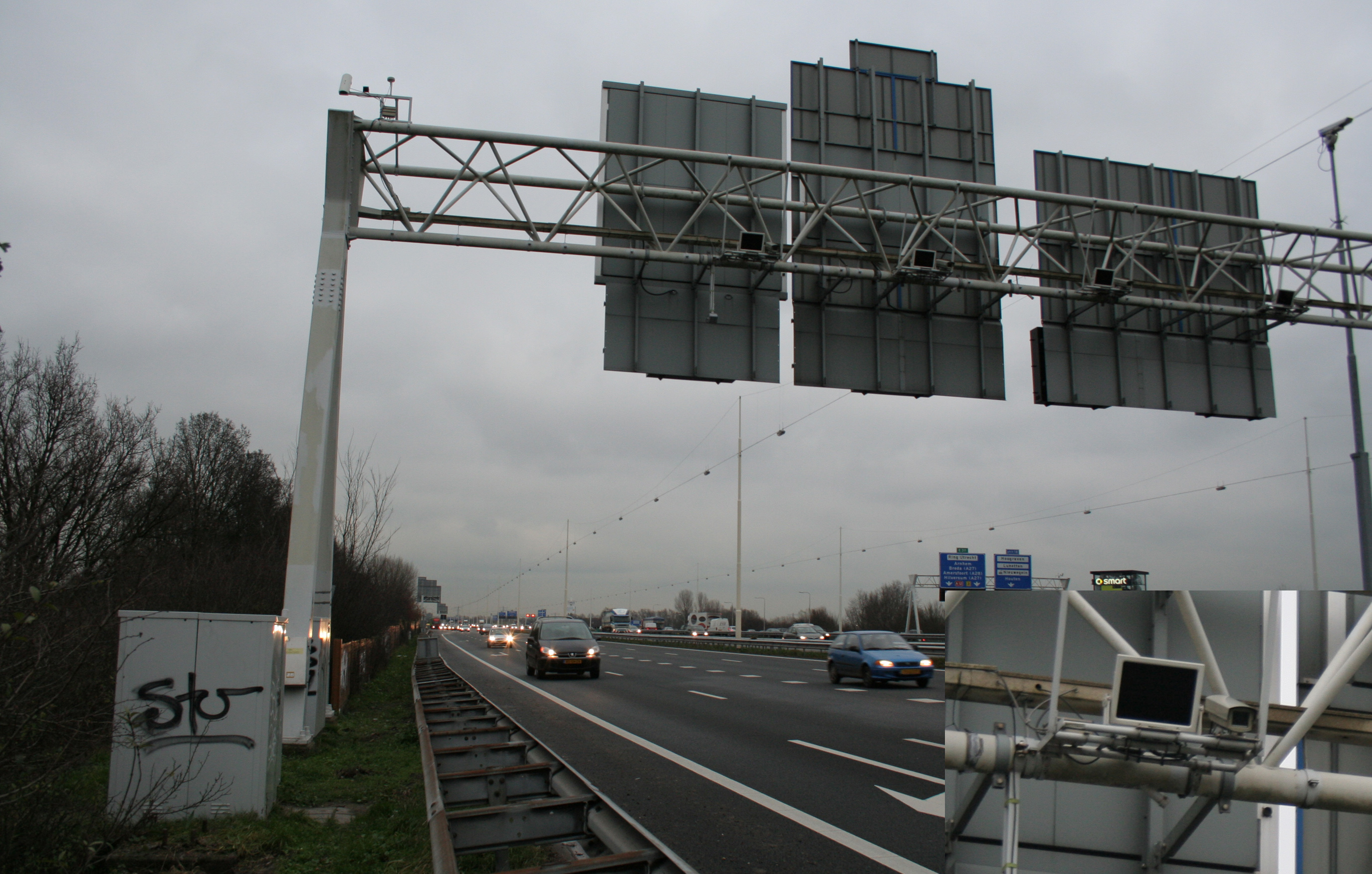
Utrechtの平均速度監視装置

### ベルギー
ベルギーのPeerでは、30 km/h制限の中心街の道路に平均速度取締装置が導入されている。導入の狙いとして、自転車利用の促進と、自動車の速度の抑制、あるいは中心街を迂回するバイパス道路の利用の促進を目的としている。

### イギリス

イギリスの平均速度監視装置の警告看板

イギリスでは、通常の取締装置の他に、SPECSと呼ばれる平均速度監視装置(Average speed check)が多数設置されている。
イングランドでは1999年に試験運用が開始され、2000年に本格運用を開始した。
SPECSは一組の装置で200 メートルから10 キロメートル間の平均速度を監視することができ、多くの場合、測定距離は数百メートルである。複数の監視装置が連続して設置されていることが多く、どの装置が測定の組み合わせになっているか、判別することは不可能である。
有名な平均速度監視装置の例として、スコットランドのA77号線に32マイル (51.5 km)に渡って連続して設置されており、速度違反車両の割合は大幅に減少した。
2017年には、スコットランドで初めて市街地で、平均速度監視装置が運用された。2013年から2015年までの3年間に、6件の人身事故が発生していたが、設置後の1年間では人身事故は1件も発生しなかった。取締装置設置前は5台のうち3台が速度違反をしているような状態であったが、設置後は毎日15,000台の交通量がある中で、1日あたり2台まで減少した。

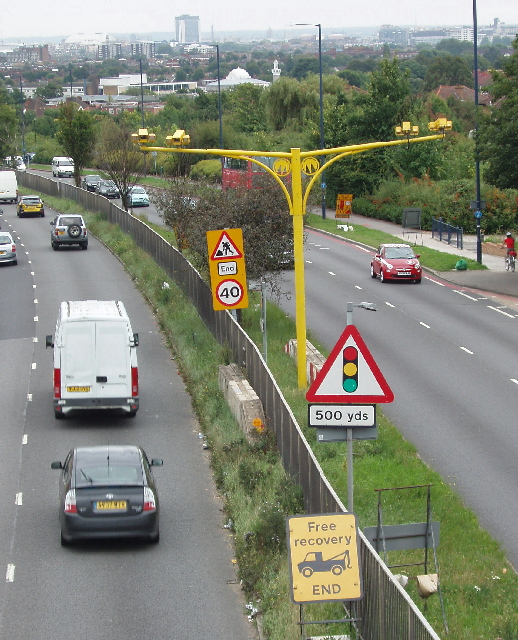
平均速度監視システムSPECS（黄色の支柱）工事のため40マイル毎時 (64.4 km/h)に規制されている
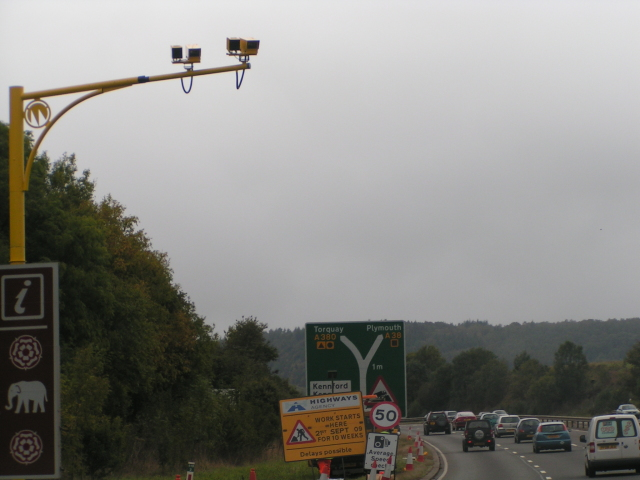
平均速度取締装置と警告看板
工事のため50マイル毎時 (80.5 km/h)に規制されている
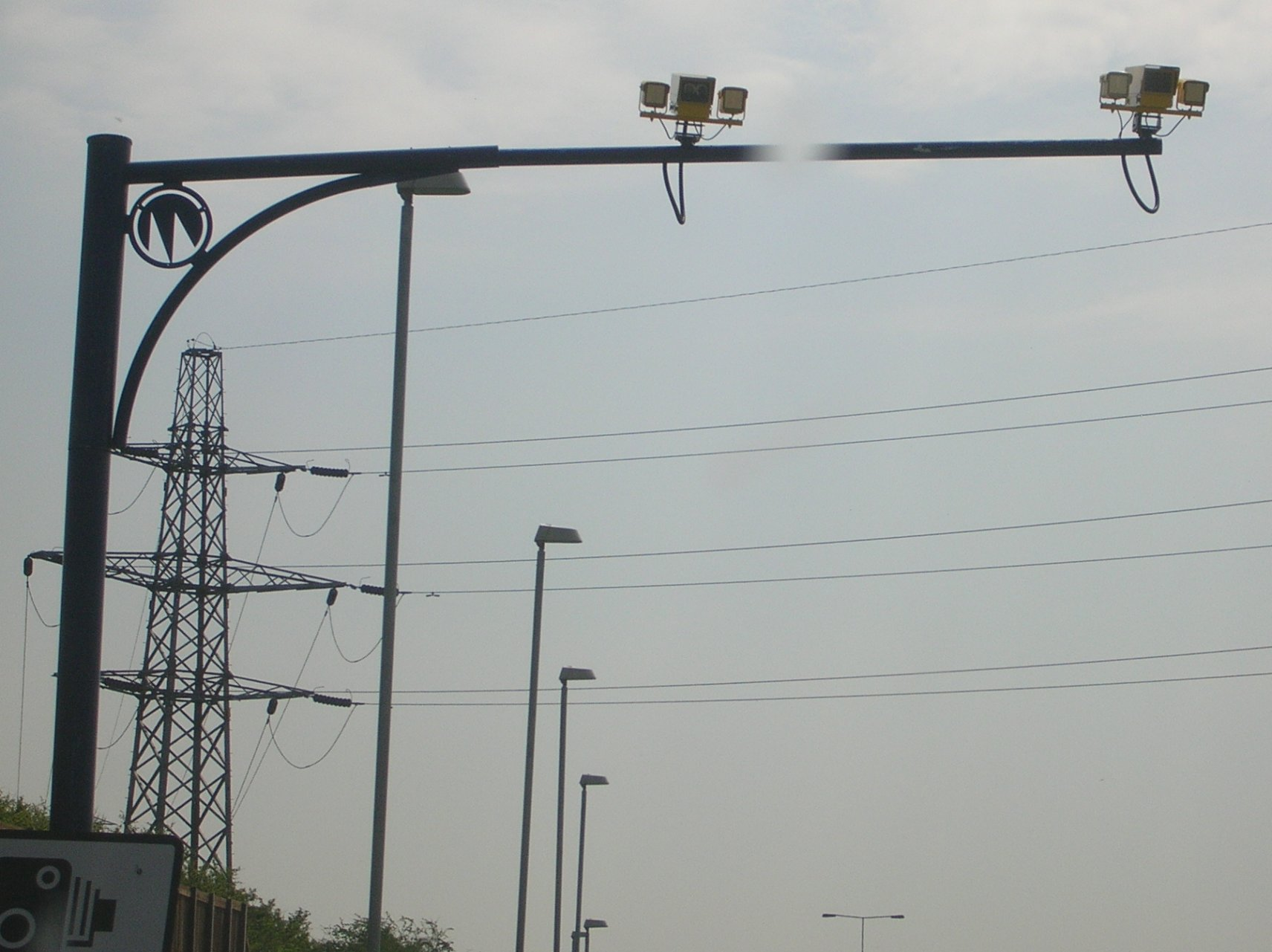
M1高速道路のSPECS
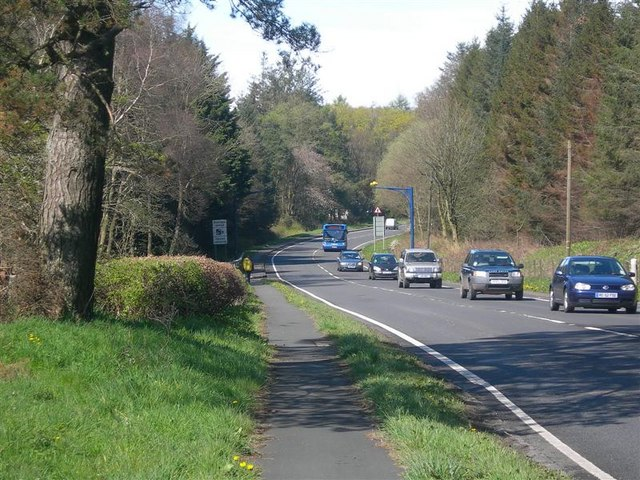
A77号線の平均速度監視装置（青色の支柱）以前は60マイル毎時 (96.6 km/h)制限は必ずしも守られていなかった
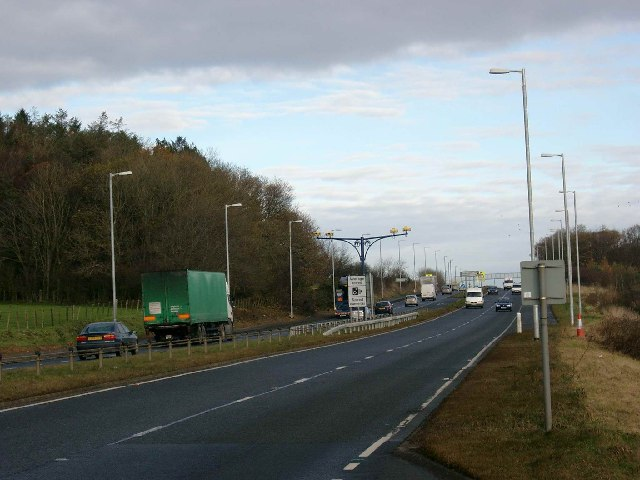
A77号線のSPECS
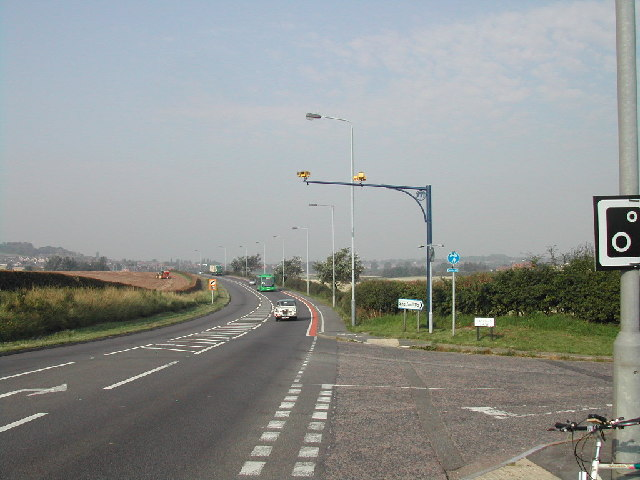
A52号線のSPECS
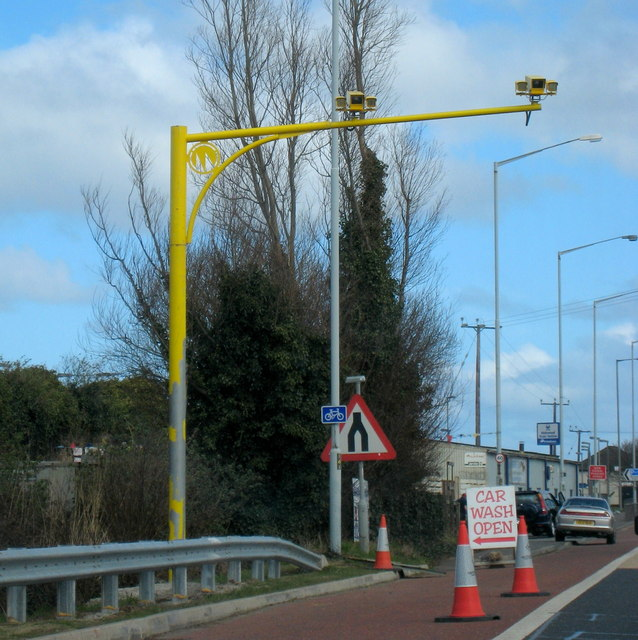
A2号線のSPECS

### オーストリア
オーストリアでは2003年に初めて採用されトンネル区間に設置された。

### スイス
2011年に1区間で運用を開始し、2012年現在、他の1区間で試験運用されている。

### 北米
2012年現在、北米では導入されていない。